# Veveyse (Rhône)
Die Veveyse (dt. Vivisbach, frankoprovenzalisch Vevéjeⓘ) ist ein rund 21 km langer Fluss in der Romandie, in den Kantonen Freiburg und Waadt mit einem Einzugsgebiet von 65 km². Der deutsche Name Vivisbach wird heute ausserhalb des Freiburgischen kaum mehr gebraucht.

## Geografie
In seinem Quellgebiet, das an den Westhängen von Teysachaux (1909 m ü. M.; im Massiv des Moléson gelegen) und Dent de Lys (2014 m ü. M.) in den südwestlichen Freiburger Voralpen liegt, wird der Bach Veveyse de Châtel genannt. Er fliesst zunächst westwärts durch ein waldreiches, in das Flyschgestein eingekerbtes Tal zwischen den voralpinen Bergen Niremont (1514 m ü. M.) im Norden und Corbetta (1401 m ü. M.) im Süden hindurch und erreicht bei Châtel-Saint-Denis auf 800 m ü. M. die Hochfläche der Haute-Veveyse im höheren Mittelland. Hier wendet sich die Veveyse de Châtel nach Südwesten und senkt sich rasch in ein tiefes Tal ein. Bei Mur Blanc (Corsier-sur-Vevey) mündet nach 10 km Laufstrecke von links die Veveyse de Fégire. Von da an heisst das Fliessgewässer Veveyse. Dem Fluss folgt auf mehreren Kilometern die Grenze zwischen den Gemeinden Blonay – Saint-Légier und Corsier-sur-Vevey. Östlich von Corsier überquert die Autobahn A9 das Flusstal. Im Stadtzentrum von Vevey (deutsch ehemals Vivis) mündet der Fluss auf einem Schwemmkegel, der heute vollständig überbaut ist, in den Genfersee. Die Strecke der Simplonbahn und die Hauptstrasse 9 überqueren den Fluss in Vevey.
Einziger bedeutender Zufluss ist die 8 km lange Veveyse de Fégire, die, südlich des Quellgebiets der Veveyse de Châtel, an den Westhängen von Dent de Lys und Vanil des Artses entspringt und in ihrem Oberlauf parallel zur Veveyse de Châtel nach Westen fliesst. Sie bildet mit ihrem wildbachähnlichen, tiefen Tal auf ihrem gesamten Lauf die Kantonsgrenze zwischen Freiburg und Waadt. Dieses Tal überspannt nahe bei Châtel-Saint-Denis das Viaduc de la Fégire, eine 100 m hohe Brücke der Autobahn A12 von Vevey nach Bern.
Im Tal am Oberlauf der Veveyse de Châtel befindet sich auf rund 1100 m ü. M. das Feriendorf Les Paccots, das zur politischen Gemeinde Châtel-Saint-Denis gehört. Es wird vor allem im Winter stark besucht und ist ein Wintersportgebiet mit mehreren Skiliften. Im Sommer ist die Landschaft am Oberlauf der Veveyse für Wanderungen und im Winter für Skitouren beliebt.